# Torneo masculino de rugby 7 en los Juegos Olímpicos de Tokio 2020
El torneo masculino de rugby 7 en los Juegos Olímpicos de Tokio 2020 se disputó en el Estadio de Tokio, entre el 26 y el 28 de julio de 2021.

## Clasificación
| Competición                | Fecha                                             | Sede                        | Plazas | Equipos clasificados                        |
| -------------------------- | ------------------------------------------------- | --------------------------- | ------ | ------------------------------------------- |
| País anfitrión             | –                                                 | –                           | 1      | Japón                                       |
| Serie Mundial              | 30 de noviembre de 2018 – 2 de junio de 2019      | Varias                      | 4      | Fiyi Estados Unidos Nueva Zelanda Sudáfrica |
| Sudamérica                 | 29 de junio de 2019 – 30 de junio de 2019         | Santiago · ( Chile)         | 1      | Argentina                                   |
| Norteamérica               | 6 de julio de 2019 – 7 de julio de 2019           | George Town ( Islas Caimán) | 1      | Canadá                                      |
| Europa                     | 13 de julio de 2019 – 14 de julio de 2019         | Colomiers ( Francia)        | 1      | Gran Bretaña                                |
| Oceanía                    | 7 de noviembre de 2019 – 9 de noviembre de 2019   | Suva ( Fiyi)                | 1      | Australia                                   |
| África                     | 9 de noviembre de 2019 – 10 de noviembre de 2019  | Johannesburgo ( Sudáfrica)  | 1      | Kenia                                       |
| Asia                       | 23 de noviembre de 2019 – 24 de noviembre de 2019 | Incheon ( Corea del Sur)    | 1      | Corea del Sur                               |
| Torneo Preolímpico Mundial | 19 de junio de 2021 - 20 de junio de 2021         | Mónaco ( Mónaco)            | 1      | Irlanda                                     |
| TOTAL                      |                                                   |                             | 12     | 12                                          |

## Fase de grupos
Los doce equipos clasificados quedaron divididos en tres grupos de cuatro. Los dos primeros de cada grupo, así como los dos mejores terceros, pasan a los cuartos de final.

### Grupo A
| Pos. | Equipo        | Encuentros | Encuentros | Encuentros | Encuentros | Tantos  | Tantos    | Tantos     | Puntos |
| Pos. | Equipo        | jugados    | ganados    | empatados  | perdidos   | a favor | en contra | diferencia | Puntos |
| ---- | ------------- | ---------- | ---------- | ---------- | ---------- | ------- | --------- | ---------- | ------ |
| 1    | Nueva Zelanda | 3          | 3          | 0          | 0          | 99      | 31        | +68        | 9      |
| 2    | Argentina     | 3          | 2          | 0          | 1          | 99      | 54        | +45        | 7      |
| 3    | Australia     | 3          | 1          | 0          | 2          | 73      | 48        | +25        | 5      |
| 4    | Corea del Sur | 3          | 0          | 0          | 3          | 10      | 148       | -138       | 3      |

Nota: Se otorgan 3 puntos al equipo que gane un partido, 2 al que empate y 1 al que pierda

#### Resultados
| 26 de julio, 10:00 | Nueva Zelanda | 50 - 5  | Corea del Sur | Estadio Ajinomoto, Tokio, Japón |                             |
|                    |               | Reporte |               | Árbitro(s): Grove-White Sam     | Árbitro(s): Grove-White Sam |

| 26 de julio, 10:30 | Australia | 19 - 29 | Argentina | Estadio Ajinomoto, Tokio, Japón |                          |
|                    |           | Reporte |           | Árbitro(s): Duarte Pablo        | Árbitro(s): Duarte Pablo |

| 26 de julio, 17:30 | Nueva Zelanda | 35 - 14 | Argentina | Estadio Ajinomoto, Tokio, Japón |                         |
|                    |               | Reporte |           | Árbitro(s): Evans Craig         | Árbitro(s): Evans Craig |

| 26 de julio, 18:00 | Australia | 42 - 5  | Corea del Sur | Estadio Ajinomoto, Tokio, Japón |                                 |
|                    |           | Reporte |               | Árbitro(s): Jauri Rivero Nehuen | Árbitro(s): Jauri Rivero Nehuen |

| 27 de julio, 10:00 | Argentina | 56 - 0  | Corea del Sur | Estadio Ajinomoto, Tokio, Japón |                         |
|                    |           | Reporte |               | Árbitro(s): Rodden Matt         | Árbitro(s): Rodden Matt |

| 27 de julio, 10:30 | Nueva Zelanda | 14 - 12 | Australia | Estadio Ajinomoto, Tokio, Japón |                             |
|                    |               | Reporte |           | Árbitro(s): Grove-White Sam     | Árbitro(s): Grove-White Sam |

### Grupo B
| Pos. | Equipo       | Encuentros | Encuentros | Encuentros | Encuentros | Tantos  | Tantos    | Tantos     | Puntos |
| Pos. | Equipo       | jugados    | ganados    | empatados  | perdidos   | a favor | en contra | diferencia | Puntos |
| ---- | ------------ | ---------- | ---------- | ---------- | ---------- | ------- | --------- | ---------- | ------ |
| 1    | Fiyi         | 3          | 3          | 0          | 0          | 85      | 40        | +45        | 9      |
| 2    | Gran Bretaña | 3          | 2          | 0          | 1          | 65      | 33        | +32        | 7      |
| 3    | Canadá       | 3          | 1          | 0          | 2          | 50      | 64        | -14        | 5      |
| 4    | Japón        | 3          | 0          | 0          | 3          | 31      | 94        | -63        | 3      |

Nota: Se otorgan 3 puntos al equipo que gane un partido, 2 al que empate y 1 al que pierda

#### Resultados
| 26 de julio, 09:00 | Fiyi | 24 - 19 | Japón | Estadio Ajinomoto, Tokio, Japón |                          |
|                    |      | Reporte |       | Árbitro(s): Murphy Damon        | Árbitro(s): Murphy Damon |

| 26 de julio, 09:30 | Gran Bretaña | 24 - 0  | Canadá | Estadio Ajinomoto, Tokio, Japón |                           |
|                    |              | Reporte |        | Árbitro(s): Doleman James       | Árbitro(s): Doleman James |

| 26 de julio, 16:30 | Gran Bretaña | 34 - 0  | Japón | Estadio Ajinomoto, Tokio, Japón |                          |
|                    |              | Reporte |       | Árbitro(s): Duarte Paulo        | Árbitro(s): Duarte Paulo |

| 26 de julio, 17:00 | Fiyi | 28 - 14 | Canadá | Estadio Ajinomoto, Tokio, Japón |                        |
|                    |      | Reporte |        | Árbitro(s): Way Jordan          | Árbitro(s): Way Jordan |

| 27 de julio, 09:00 | Canadá | 36 - 12 | Japón | Estadio Ajinomoto, Tokio, Japón |                          |
|                    |        | Reporte |       | Árbitro(s): Murphy Damon        | Árbitro(s): Murphy Damon |

| 27 de julio, 09:30 | Fiyi | 33 - 7  | Gran Bretaña | Estadio Ajinomoto, Tokio, Japón |                           |
|                    |      | Reporte |              | Árbitro(s): Doleman James       | Árbitro(s): Doleman James |

### Grupo C
| Pos. | Equipo         | Encuentros | Encuentros | Encuentros | Encuentros | Tantos  | Tantos    | Tantos     | Puntos |
| Pos. | Equipo         | jugados    | ganados    | empatados  | perdidos   | a favor | en contra | diferencia | Puntos |
| ---- | -------------- | ---------- | ---------- | ---------- | ---------- | ------- | --------- | ---------- | ------ |
| 1    | Sudáfrica      | 3          | 3          | 0          | 0          | 64      | 31        | +33        | 9      |
| 2    | Estados Unidos | 3          | 2          | 0          | 1          | 50      | 48        | +2         | 7      |
| 3    | Irlanda        | 3          | 1          | 0          | 2          | 43      | 59        | -16        | 5      |
| 4    | Kenia          | 3          | 0          | 0          | 3          | 26      | 45        | -19        | 3      |

Nota: Se otorgan 3 puntos al equipo que gane un partido, 2 al que empate y 1 al que pierda

#### Resultados
| 26 de julio, 11:00 | Sudáfrica | 33 - 14 | Irlanda | Estadio Ajinomoto, Tokio, Japón |                         |
|                    |           | Reporte |         | Árbitro(s): Evans Craig         | Árbitro(s): Evans Craig |

| 26 de julio, 11:30 | Estados Unidos | 19 - 14 | Kenia | Estadio Ajinomoto, Tokio, Japón |                        |
|                    |                | Reporte |       | Árbitro(s): Way Jordan          | Árbitro(s): Way Jordan |

| 26 de julio, 18:30 | Estados Unidos | 19 - 17 | Irlanda | Estadio Ajinomoto, Tokio, Japón |                           |
|                    |                | Reporte |         | Árbitro(s): Doleman James       | Árbitro(s): Doleman James |

| 26 de julio, 19:00 | Sudáfrica | 14 - 5  | Kenia | Estadio Ajinomoto, Tokio, Japón |                          |
|                    |           | Reporte |       | Árbitro(s): Murphy Damon        | Árbitro(s): Murphy Damon |

| 27 de julio, 11:00 | Kenia | 7 - 12  | Irlanda | Estadio Ajinomoto, Tokio, Japón |                          |
|                    |       | Reporte |         | Árbitro(s): White Jordan        | Árbitro(s): White Jordan |

| 27 de julio, 11:30 | Sudáfrica | 17 - 12 | Estados Unidos | Estadio Ajinomoto, Tokio, Japón |                         |
|                    |           | Reporte |                | Árbitro(s): Evans Craig         | Árbitro(s): Evans Craig |

## Fase Final

### Eliminatoria por el noveno puesto
|  | Playoff                            | Playoff                            |    |                                    | 9º y 10º Puesto                    | 9º y 10º Puesto |  |
|  |                                    |                                    |    |                                    |                                    |                 |  |
|  | 27 julio, 16:30, Estadio Ajinomoto |                                    |    |                                    |                                    |                 |  |
|  | Irlanda                            | 31                                 |    |                                    |                                    |                 |  |
|  | Corea del Sur                      | 0                                  |    |                                    |                                    |                 |  |
|  |                                    |                                    |    |                                    |                                    |                 |  |
|  |                                    |                                    |    |                                    | 28 julio, 09:30, Estadio Ajinomoto |                 |  |
|  |                                    |                                    |    |                                    | Irlanda                            | 0               |  |
|  |                                    | Kenia                              | 22 |                                    |                                    |                 |  |
|  |                                    |                                    |    |                                    |                                    |                 |  |
|  |                                    |                                    |    |                                    |                                    |                 |  |
|  |                                    |                                    |    |                                    | 11º y 12º Puesto                   |                 |  |
|  | 27 julio, 17:00, Estadio Ajinomoto | 27 julio, 17:00, Estadio Ajinomoto |    | 28 julio, 09:00, Estadio Ajinomoto | 28 julio, 09:00, Estadio Ajinomoto |                 |  |
|  | Kenia                              | 21                                 |    | Corea del Sur                      | 19                                 |                 |  |
|  | Japón                              | 7                                  |    |                                    | Japón                              | 31              |  |

### Eliminatorias por las medallas
|  | Quinto puesto                      | Quinto puesto                      |                                    |        | Crossover                          | Crossover                          |                                    |                                    | Cuartos de final                   | Cuartos de final |           |               | Semifinales                        | Semifinales                        |  |  | Final                              | Final                              |
|  |                                    |                                    |                                    |        |                                    |                                    |                                    |                                    |                                    |                  |           |               |                                    |                                    |  |  |                                    |                                    |
|  |                                    |                                    |                                    |        |                                    |                                    |                                    |                                    | 27 julio, 17:30, Estadio Ajinomoto |                  |           |               |                                    |                                    |  |  |                                    |                                    |
|  |                                    |                                    |                                    |        |                                    |                                    |                                    |                                    |                                    |                  |           |               |                                    |                                    |  |  |                                    |                                    |
|  | 28 julio, 17:00, Estadio Ajinomoto | 28 julio, 17:00, Estadio Ajinomoto |                                    |        | 28 julio, 10:00, Estadio Ajinomoto | 28 julio, 10:00, Estadio Ajinomoto |                                    |                                    | Nueva Zelanda                      | 21               |           |               | 28 julio, 11:00, Estadio Ajinomoto | 28 julio, 11:00, Estadio Ajinomoto |  |  | 28 julio, 18:00, Estadio Ajinomoto | 28 julio, 18:00, Estadio Ajinomoto |
|  | 28 julio, 17:00, Estadio Ajinomoto | 28 julio, 17:00, Estadio Ajinomoto |                                    |        | 28 julio, 10:00, Estadio Ajinomoto | 28 julio, 10:00, Estadio Ajinomoto |                                    |                                    | Nueva Zelanda                      | 21               |           |               | 28 julio, 11:00, Estadio Ajinomoto | 28 julio, 11:00, Estadio Ajinomoto |  |  | 28 julio, 18:00, Estadio Ajinomoto | 28 julio, 18:00, Estadio Ajinomoto |
|  | 28 julio, 17:00, Estadio Ajinomoto | 28 julio, 17:00, Estadio Ajinomoto |                                    |        | 28 julio, 10:00, Estadio Ajinomoto | 28 julio, 10:00, Estadio Ajinomoto | Canadá                             | 10                                 |                                    |                  |           |               | 28 julio, 11:00, Estadio Ajinomoto | 28 julio, 11:00, Estadio Ajinomoto |  |  | 28 julio, 18:00, Estadio Ajinomoto | 28 julio, 18:00, Estadio Ajinomoto |
|  | 28 julio, 17:00, Estadio Ajinomoto | 28 julio, 17:00, Estadio Ajinomoto |                                    | Canadá | 14                                 |                                    | Canadá                             | 10                                 |                                    |                  |           | Nueva Zelanda | 29                                 |                                    |  |  | 28 julio, 18:00, Estadio Ajinomoto | 28 julio, 18:00, Estadio Ajinomoto |
|  | 28 julio, 17:00, Estadio Ajinomoto | 28 julio, 17:00, Estadio Ajinomoto | 27 julio, 18:00, Estadio Ajinomoto | Canadá | 14                                 |                                    |                                    |                                    |                                    |                  |           | Nueva Zelanda | 29                                 |                                    |  |  | 28 julio, 18:00, Estadio Ajinomoto | 28 julio, 18:00, Estadio Ajinomoto |
|  | 28 julio, 17:00, Estadio Ajinomoto | 28 julio, 17:00, Estadio Ajinomoto |                                    |        | Estados Unidos                     | 21                                 |                                    |                                    | Gran Bretaña                       | 7                |           |               |                                    |                                    |  |  | 28 julio, 18:00, Estadio Ajinomoto | 28 julio, 18:00, Estadio Ajinomoto |
|  | 28 julio, 17:00, Estadio Ajinomoto | 28 julio, 17:00, Estadio Ajinomoto | Gran Bretaña                       | 26     | Estados Unidos                     | 21                                 |                                    |                                    | Gran Bretaña                       | 7                |           |               |                                    |                                    |  |  | 28 julio, 18:00, Estadio Ajinomoto | 28 julio, 18:00, Estadio Ajinomoto |
|  | 28 julio, 17:00, Estadio Ajinomoto | 28 julio, 17:00, Estadio Ajinomoto | Gran Bretaña                       | 26     |                                    |                                    |                                    |                                    |                                    |                  |           |               |                                    |                                    |  |  | 28 julio, 18:00, Estadio Ajinomoto | 28 julio, 18:00, Estadio Ajinomoto |
|  | 28 julio, 17:00, Estadio Ajinomoto | 28 julio, 17:00, Estadio Ajinomoto |                                    |        | Estados Unidos                     | 21                                 |                                    |                                    |                                    |                  |           |               |                                    |                                    |  |  | 28 julio, 18:00, Estadio Ajinomoto | 28 julio, 18:00, Estadio Ajinomoto |
|  | Estados Unidos                     | 7                                  |                                    |        | Estados Unidos                     | 21                                 | Nueva Zelanda                      | 12                                 |                                    |                  |           |               |                                    |                                    |  |  |                                    |                                    |
|  | Estados Unidos                     | 7                                  | 27 julio, 18:30, Estadio Ajinomoto |        |                                    |                                    | Nueva Zelanda                      | 12                                 |                                    |                  |           |               |                                    |                                    |  |  |                                    |                                    |
|  | Sudáfrica                          | 28                                 |                                    |        | Fiyi                               | 27                                 |                                    |                                    |                                    |                  |           |               |                                    |                                    |  |  |                                    |                                    |
|  | Sudáfrica                          | 28                                 | Sudáfrica                          | 14     | Fiyi                               | 27                                 |                                    |                                    |                                    |                  |           |               |                                    |                                    |  |  |                                    |                                    |
|  |                                    |                                    | Sudáfrica                          | 14     | 28 julio, 10:30, Estadio Ajinomoto | 28 julio, 10:30, Estadio Ajinomoto | 28 julio, 11:30, Estadio Ajinomoto | 28 julio, 11:30, Estadio Ajinomoto |                                    |                  |           |               |                                    |                                    |  |  |                                    |                                    |
|  |                                    |                                    | Argentina                          | 19     | 28 julio, 10:30, Estadio Ajinomoto | 28 julio, 10:30, Estadio Ajinomoto | 28 julio, 11:30, Estadio Ajinomoto | 28 julio, 11:30, Estadio Ajinomoto |                                    |                  |           |               |                                    |                                    |  |  |                                    |                                    |
|  | Séptimo puesto                     | Séptimo puesto                     | Argentina                          | 19     | Sudáfrica                          | 22                                 |                                    |                                    |                                    |                  | Argentina | 14            | Tercer puesto                      | Tercer puesto                      |  |  |                                    |                                    |
|  | Séptimo puesto                     | Séptimo puesto                     | 27 julio, 19:00, Estadio Ajinomoto |        | Sudáfrica                          | 22                                 |                                    |                                    |                                    |                  | Argentina | 14            | Tercer puesto                      | Tercer puesto                      |  |  |                                    |                                    |
|  | 28 julio, 16:30, Estadio Ajinomoto | 28 julio, 16:30, Estadio Ajinomoto |                                    |        | Australia                          | 19                                 |                                    |                                    | Fiyi                               | 26               |           |               | 28 julio, 17:30, Estadio Ajinomoto | 28 julio, 17:30, Estadio Ajinomoto |  |  |                                    |                                    |
|  | Canadá                             | 7                                  | Fiyi                               | 19     | Australia                          | 19                                 | Gran Bretaña                       | 12                                 | Fiyi                               | 26               |           |               |                                    |                                    |  |  |                                    |                                    |
|  | Canadá                             | 7                                  | Fiyi                               | 19     |                                    |                                    | Gran Bretaña                       | 12                                 |                                    |                  |           |               |                                    |                                    |  |  |                                    |                                    |
|  | Australia                          | 26                                 |                                    |        | Australia                          | 0                                  |                                    |                                    | Argentina                          | 17               |           |               |                                    |                                    |  |  |                                    |                                    |
|  | Australia                          | 26                                 |                                    |        | Australia                          | 0                                  |                                    |                                    | Argentina                          | 17               |           |               |                                    |                                    |  |  |                                    |                                    |

### Resultados

#### Cuartos de final
| 27 de julio, 17:30 | Nueva Zelanda | 21 - 10 | Canadá | Estadio Ajinomoto, Tokio, Japón |                          |
|                    |               | Reporte |        | Árbitro(s): White Jordan        | Árbitro(s): White Jordan |

| 27 de julio, 18:00 | Gran Bretaña | 26 - 21 | Estados Unidos | Estadio Ajinomoto, Tokio, Japón |                           |
|                    |              | Reporte |                | Árbitro(s): Doleman James       | Árbitro(s): Doleman James |

| 27 de julio, 18:30 | Sudáfrica | 14 - 19 | Argentina | Estadio Ajinomoto, Tokio, Japón |                          |
|                    |           | Reporte |           | Árbitro(s): Murphy Damon        | Árbitro(s): Murphy Damon |

| 27 de julio, 19:00 | Fiyi | 19 - 0  | Australia | Estadio Ajinomoto, Tokio, Japón |                         |
|                    |      | Reporte |           | Árbitro(s): Evans Craig         | Árbitro(s): Evans Craig |

#### Semifinales
| 28 de julio, 11:00 | Nueva Zelanda | 29 - 7  | Gran Bretaña | Estadio Ajinomoto, Tokio, Japón |                          |
|                    |               | Reporte |              | Árbitro(s): Murphy Damon        | Árbitro(s): Murphy Damon |

| 28 de julio, 11:30 | Argentina | 14 - 26 | Fiyi | Estadio Ajinomoto, Tokio, Japón |                           |
|                    |           | Reporte |      | Árbitro(s): Doleman James       | Árbitro(s): Doleman James |

#### Medalla de Bronce
| 28 de julio, 17:30 | Gran Bretaña | 12 - 17 | Argentina | Estadio Ajinomoto, Tokio, Japón |                           |
|                    |              | Reporte |           | Árbitro(s): Doleman James       | Árbitro(s): Doleman James |

#### Medalla de Oro
| 28 de julio, 18:00 | Nueva Zelanda | 12 - 27 | Fiyi | Estadio Ajinomoto, Tokio, Japón |                          |
|                    |               | Reporte |      | Árbitro(s): Murphy Damon        | Árbitro(s): Murphy Damon |

## Medallero
| Evento | Oro                   | Plata                             | Bronce                                    |
| ------ | --------------------- | --------------------------------- | ----------------------------------------- |
|        | Campeón Olímpico Fiyi | Subcampeón Olímpico Nueva Zelanda | Ganador de la Medalla de Bronce Argentina |

## Jugadores de equipos medallistas
| Medalla | Equipo |
| ------- | --- |
| Oro     | Fiyi (FIJ) Josua Vakurunabili, Iosefo Masi, Kalione Nasoko, Jiuta Wainiqolo, Asaeli Tuivuaka, Meli Derenalagi, Vilimoni Botitu, Waisea Nacuqu, Jerry Tuwai, Semi Radradra, Aminiasi Tuimaba, Napolioni Bolaca, Sireli Maqala              |
| Plata   | Nueva Zelanda (NZL) Scott Curry, Tim Mikkelson, Tone Ng Shiu, Etene Nanai-Seturo, Dylan Collier, Ngarohi McGarvey-Black, Amanaki Nicole, Andrew Knewstubb, Regan Ware, Kurt Baker, Joe Webber, Sione Molia, William Warbrick, Sam Dickson |
| Bronce  | Argentina (ARG) Rodrigo Isgró, Lucio Cinti, Germán Schulz, Ignacio Mendy, Rodrigo Etchart, Santiago Álvarez, Lautaro Bazán, Gastón Revol, Matías Osadczuk, Luciano González, Santiago Mare, Marcos Moneta, Felipe del Mestre              |